# 1157
Năm 1157 trong lịch Julius.